# 재닛 켈소
재닛 켈소(Janet Kelso, 1975년생)는 남아프리카 출신의 계산생물학자로, 막스 플랑크 고고학 연구소에서 생물정보학을 위한 미네르바 연구 그룹의 그룹 리더를 맡고 있다. 그녀는 이전 인류(즉, 네안데르탈인)의 DNA를 현존하는 인류(호모 사피엔스)의 DNA와 비교하는 연구로 가장 잘 알려져 있다.
계산생물학자들에게 있어 이전의 어려움은 고대인의 핵 유전체를 분석하기 위한 적절한 DNA 보존 및 기술의 부재였다. 이 장애는 켈소의 바이오인포매틱스에 대한 흥미를 강화시켰고, 초기에는 참조 기반 방법을 사용하여 이 문제에 접근했다. 그 후 그녀와 연구팀은 고대 DNA 연구를 향한 연구에서 진전을 이루었다.

## 교육
켈소는 1995년 네이털 대학교에서 학사 학위를 받았으며, 이어서 케이프타운 대학교에서 의학 생화학과 화학 병리학의 공로 및 석사 학위를 1997년과 2000년에 차례로 취득했다. 그녀는 2003년에 서부케이프 대학에서 생물정보학에서 박사 학위를 받았으며, 지도 교수는 윈스턴 하이드였다.

## 연구 및 경력
켈소는 비교 프리메이트 유전체학 분야에서 연구를 수행하며, 네안데르탈인, 보노보, 오랑우탄 유전체 프로젝트에 기여했다. 2004년 이후로 그녀는 독일 라이프치히에 위치한 막스 플랑크 진화 인류학 연구소의 바이오인포매틱스 미네르바 연구 그룹의 그룹 리더로 활동하고 있다. 연구소에서 켈소는 영국 바이오뱅크(UKB)와의 협력을 통해 연구를 수행했다. UKB는 인구 규모의 유전 및 의학 정보를 보유하고 있으며, 켈소와 그녀의 동료들은 UKB를 통해 네안더탈 변이와 특정 행동 및 특성 간의 상관 관계를 발견했다. 예를 들어, 그들은 이제 개인이 저녁형 또는 아침형인지를 계산할 수 있게 되었다.
2013년 이후 그녀는 과학 저널 Bioinformatics 의 공동 편집장으로 활동하고 있다.

## 수상 및 영예
켈소는 2004년에  L'Oréal-UNESCO 여성 과학 펠로우십 상을 수상했다. 그녀와 공동 저자들은 2010년에 Science에서 발표한 논문으로 인해 뉴컴브 클리블랜드 상을 수상했다. 이 논문은 네안데르탈 인간의 게놈 드래프트 시퀀스를 게재했다. 켈소는 2011년부터 2013년까지 국제 계산 생물학 학회(ISCB,International Society for Computational Biology ) 부회장을 역임했으며, 2016년에는 2017년 1월부터 3년간의 추가 임기를 위해 다시 선출되었다. 그녀는 2016년에 국제 계산 생물학 학회(ISCB) 펠로우로 선출되었다.